# 프레기뉴
주앙 코엘류 네투(포르투갈어: João Coelho Netto, 1905년 2월 8일 ~ 1979년 10월 1일)는 브라질의 전 축구 선수이다. 프레기뉴(포르투갈어: Preguinho)라는 이름으로 잘 알려져 있다.
프레기뉴는 브라질의 플루미넨시 FC에서만 선수 생활을 하였다.
또한 프레기뉴는 브라질 축구 국가대표팀의 일원으로 첫 번째 월드컵인 1930년 FIFA 월드컵에도 출전했다. 여기서 그는 유고슬라비아전에서 1득점, 볼리비아전에서 2득점을 기록했다.